# Myalina
Myalina is een geslacht van uitgestorven tweekleppigen, dat leefde van het Devoon tot het Perm

## Beschrijving
Deze tweekleppige had een schelp met een zwakke concentrische versiering en een spitse, krachtig gebogen punt. De lengte van de schelp bedroeg circa 10 centimeter.

## Soorten
- M. banschangensis † Reed 1944
- M. copei † Whitfield 1902
- M. dalecarlica † Isberg 1934
- M. falcata † Grabau 1931
- M. flexuosa † Muromtseva 1984
- M. golfussiana † de Koninck 1842
- M. kiparisovae † Kurushin 1985
- M. lamellosa † McRoberts & Newell 2005
- M. leptaenarum † Isberg 1934
- M. mongugaensis † Maslennikov 1948
- M. orsae † Isberg 1934
- M. parallela † Easton 1962
- M. permiana † Shumard 1860
- M. plicata † McRoberts & Newell 2005
- M. recta † Shumard 1858
- M. semiglobosa † Isberg 1934